# Батавска република
Батавска република (на нидерландски: Bataafse Republiek) е официално название на нидерландската република Съединени провинции по време на завладяването ѝ от Франция между 1795 и 1806 г. Името е взето от древното германско племе батави, обитавали територията на Нидерландия в Античността.
Батавската република, като заменила независимата нидерландска държава, дъщерна република на Франция (първата от тях), е установена в началото на 1795 година, с въоръжената намеса на френската революционна армия. Нидерландските провинции губят самостоятелността си и цялата държавна власт преминава към законодателно събрание и петчленен управляващ орган.
Новата република получава широка подкрепа от страна на местното население. Тя става френски съюзник в Революционните войни.
По-късно е включена в състава на Първата френска империя на Наполеон Бонапарт и Франция играе съществено влияние в политиката ѝ, като организира няколко преврата, за да дойдат на власт приятелски настроени политически групировки.
Въпреки че е Батавската република е напълно зависима от Франция, която я експлоатира в значителна степен, създаването на нидерландската конституция от 1798 г. се основава на вътрешни процеси, а не се диктува отвън, поне докато Наполеон не принуждава местното правителство да признае брат му Луи Бонапарт за нов монарх на Кралство Холандия през 1806 г..
За краткия живот на тази държава са проведени редица политически, социални и икономически реформи, оказали силно влияние върху по-нататъшната съдба на Нидерландия. Конфедеративната структура на старата република е заменена с унитарно устройство. Първата конституция има демократичен характер. До 1801 година страната се управлява демократично, но след преврат е установен авторитарен режим, узаконен с промяна в конституцията. Опитът от времето на Батавската република е използван, при повторното преминаване към демократично управление през 1848 г.